# Tägerig
Tägerig es una comuna suiza del cantón de Argovia, situada en el distrito de Bremgarten. Limita al norte con la comuna de Mellingen, al este con Stetten, al sureste con Niederwil, al sur con Hägglingen, y al noroeste con Wohlenschwil.

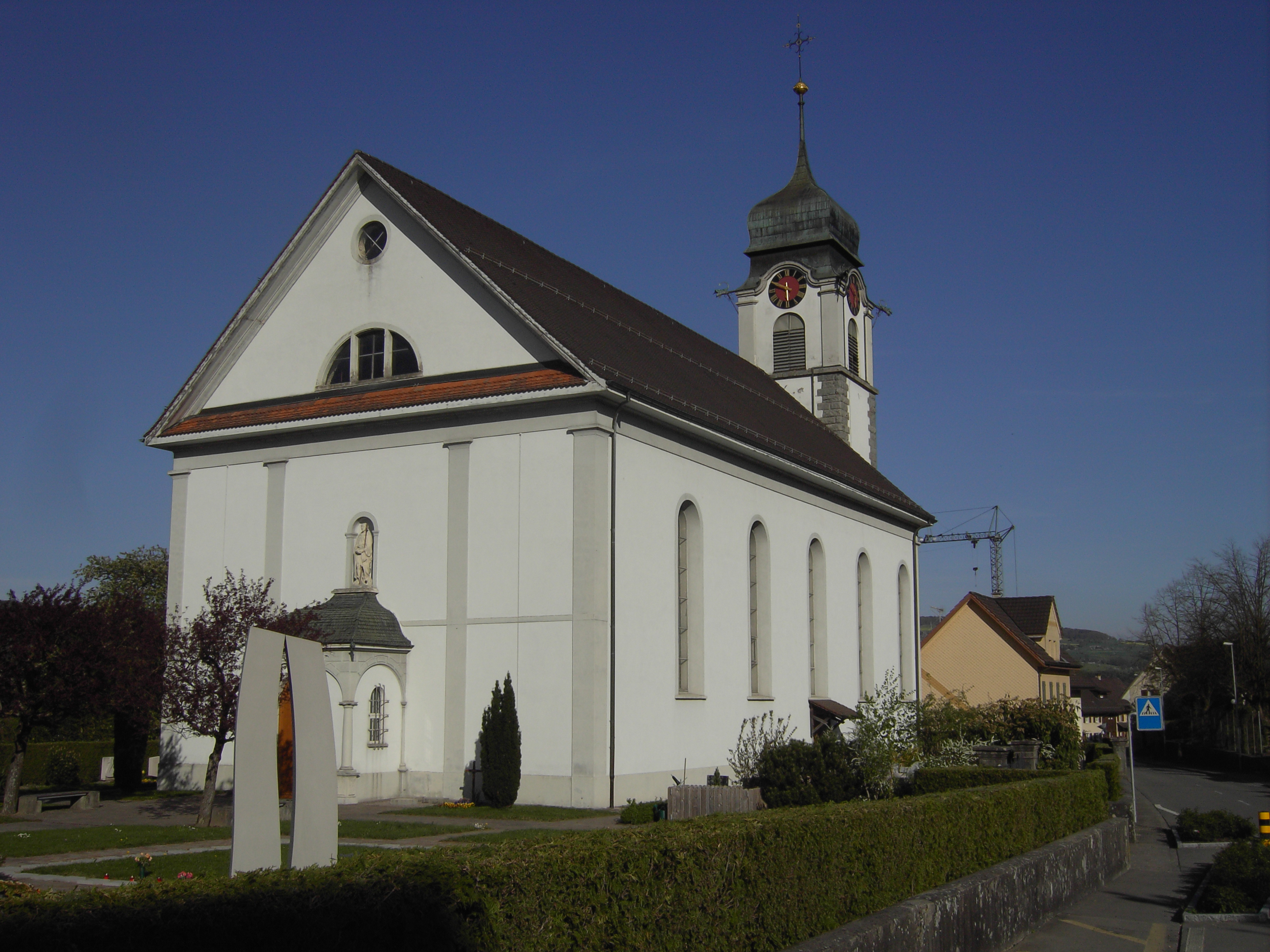
Iglesia de Tägerig.